# Die Reise zum Mittelpunkt der Erde 2
Die Reise zum Mittelpunkt der Erde 2 (Originaltitel: Journey to the Center of the Earth) ist ein US-amerikanischer Science-Fiction-Actionfilm aus dem Jahr 2008. Regie führten Davey Jones und Scott Wheeler, produziert wurde der Film von David Michael Latt für The Asylum.

## Handlung
Bei einem geheimen militärischen Experiment soll eine Gruppe Soldatinnen unter der Führung von Kristen Radford von Kalifornien nach Stuttgart teleportiert werden. Der Leiter des Experiments ist Joseph Harnet. Der Versuch misslingt jedoch, und das Team findet sich in einer unbekannten Landschaft wieder, der Kontakt zu Harnet wird abgebrochen. Es gelingt den Soldatinnen gerade so, einen kurzen Funkspruch abzugeben, als sie von einem Tyrannosaurus Rex angegriffen werden. Dem Saurier fallen einige der Frauen sowie das komplette Funkequipment bis auf einige Walkie-Talkies zum Opfer.
Anhand des kurzen Funksignals gelingt es Harnets Team, den Aufenthaltsort der Gruppe zu lokalisieren; sie stellen fest, dass sie 600 Kilometer unter die Erdoberfläche teleportiert wurden. Harnet bittet seine Exfrau Emily Radford, die an einem bemannten Erdbohrer arbeitet, um Hilfe. Als sie erfährt, dass ihre Schwester Kristen unter den Vermissten ist, willigt sie in die Rettungsmission ein. Harnet und Emily starten den Bohrer und beginnen, sich in Richtung des georteten Signals durch den Erdmantel zu bewegen.
Unterdessen fliehen die verbliebenen Soldatinnen Kristen, Betsy, Gretchen und Victoria vor diversen Urzeitmonstern, außerdem werden sie auf der Suche nach Trinkwasser von giftigen Pflanzen angegriffen. Als sie eine Stelle zum Lagern gefunden haben, übernimmt Victoria die erste Wache, dabei wird sie von einer riesigen Spinne angegriffen und verschleppt. Die anderen drei werden durch die Schreie geweckt und nehmen die Verfolgung auf. Sie entdecken ein Nest der Riesenspinnen, und es gelingt ihnen, Victoria zu befreien und einige der Ungeheuer zu töten.
Der Erdbohrer mit Emily und Harnet an Bord ist nach einigen Schwierigkeiten fast auf 600 Kilometer Tiefe vorgedrungen, als es ihnen gelingt, Kontakt mit den Walkie-Talkies der Gruppe um Kristen aufzunehmen. Sie vereinbaren einen großen Vulkan als Treffpunkt. Emily und Harnet planen, in den Magmastrom des Vulkans zu gelangen, um den Aufprall des Bohrers zu überleben. Das gelingt, allerdings werden sie im Magma von riesigen Würmern angegriffen, denen sie in letzter Sekunde entkommen können. Emily und Harnet eilen den vier Soldatinnen entgegen, die von den Riesenspinnen verfolgt werden. Dabei stirbt Victoria, als deutlich wird, dass die Spinnen sie als Wirtstier für ihren Nachwuchs benutzt haben. Die verbleibenden können sich in die kalifornische Forschungsstation zurückbeamen.
Am Ende des Films kriecht unbemerkt ein Jungtier der Riesenspinnen aus einem der mit den Überlebenden zurück teleportierten Ausrüstungsstücke.

## Hintergrund
Die Story basiert lose auf der Grundidee des Romans Die Reise zum Mittelpunkt der Erde von Jules Verne. Die Produktionsgesellschaft The Asylum produzierte den Film als Mockbuster zu dem im gleichen Jahr erschienenen Werk Die Reise zum Mittelpunkt der Erde von Regisseur Eric Brevig.
Die deutschsprachige DVD-Veröffentlichung des Films erfolgte am 31. August 2011.

## Rezeption
Die Reise zum Mittelpunkt der Erde 2 erhielt überwiegend negative Kritiken. So nennt Cinema den Film „Fantasytrash aus dem Asylum-Irrenhaus“ und urteilen: „Falls Sie bei der Filmwiedergabe ein Brummen hören – das ist Jules Verne, der in seinem Grab rotiert“, allerdings wirke der Film auf Fans von The Asylum durchaus begeisternd. Tobias Hohmann von bereitsgetested.de vergibt drei von zehn möglichen Punkten, kritisiert die „offensichtlichen Mängel an Regie- und Darstellertalent“ und bescheinigt dem Film ein „mickriges Set“ und eine „banale Story“. Er kommt zu dem Fazit: „Hätte Trashpotenzial, ruft es aber nicht ab.“